# Nazareno Bazán
Nazareno Bazán, mit vollem Namen Nazareno Daniel Bazán Vera, (* 8. März 1999 in Buenos Aires) ist ein argentinischer Fußballspieler. Der Stürmer läuft für den argentinischen Erstligisten CA Vélez Sarsfield auf.

## Karriere
Bazán wurde in der argentinischen Hauptstadt Buenos Aires geboren und begann seine Karriere bei CA Vélez Sarsfield, wo er verschiedene Jugendmannschaften durchlief. Zum 1. Juli 2018 wechselte Bazán von der U20-Mannschaft des Vereins zu Vélez Sarsfield II. Bereits in der Saison 2017/2018 und in der Saison 2018/2019 kam Bazán jeweils zwei Mal für Vélez Sarsfield in der argentinischen Primera División zum Einsatz. Im Januar 2019 wechselte er offiziell zur ersten Herrenmannschaft des Vereins.
Im Juni 2017 wurde Nazareno Bazán zum Training mit der Argentinischen Fußballnationalmannschaft in Australien und Singapur eingeladen.

## Familie
Nazareno Bazán ist der Neffe von Daniel Bazán Vera, der ebenfalls als Fußballspieler auf der Stürmer-Position aktiv war und bereits seit den 1990er-Jahren als Profi für verschiedene argentinische Vereine tätig war.